# Johannes Hock
Johannes Hock (ur. 24 marca 1992) – niemiecki lekkoatleta specjalizujący się w wielobojach.
Nie ukończył ośmioboju w 2009 roku na mistrzostwach świata juniorów młodszych. W 2011 zdobył brązowy medal mistrzostw Europy juniorów. Medalista mistrzostw NCAA.
Rekordy życiowe: dziesięciobój – 8293w pkt. (4 maja 2013, Waco); dziesięciobój (juniorski) – 7846 pkt. (5 czerwca 2011, Filderstadt); siedmiobój (hala) – 5873 pkt. (9 marca 2013, Fayetteville). 

## Osiągnięcia
| Rok  | Impreza                               | Miejsce          | Konkurencja   | Lokata     | Wynik     |
| ---- | ------------------------------------- | ---------------- | ------------- | ---------- | --------- |
| 2009 | Mistrzostwa świata juniorów młodszych | Tyrol Południowy | ośmiobój      | –          | DNF       |
| 2011 | Mistrzostwa Europy juniorów           | Tallinn          | dziesięciobój | 3. miejsce | 7806 pkt. |